# 梅尔滕多夫
梅尔滕多夫是德国萨克森-安哈尔特州的一个市镇。总面积32.51平方公里，总人口1745人，其中男性888人，女性857人（2011年12月31日），人口密度54人/平方公里。